# نورث کورتلند (آلاباما)
نورث کورتلند (به انگلیسی: North Courtland) شهری در شهرستان لاورنس ایالت آلاباما است که مساحت آن ۱٫۷۲ کیلومتر مربع است و در سرشماری سال ۲۰۱۰ میلادی، ۶۳۲ نفر جمعیت داشته و تراکم جمعیتی آن، ۳۶۷٫۴۴ نفر در هر کیلومتر مربع بوده است.